# Sestav petih velikih kubikubooktaedrov
Sestav petih velikih kubikubooktaedrov je v geometriji poliedrski sestav  petih velikih kubikubooktaedrov. Ima enako razporeditev kot sestav petih uniformnih velikih rombikubooktaedrov.

## Vir
- Skilling, John (1976), »Uniform Compounds of Uniform Polyhedra«, Mathematical Proceedings of the Cambridge Philosophical Society, 79 (3): 447–457, doi:10.1017/S0305004100052440, MR 0397554.